# Ros Canter
Rosalind Canter (13 de janeiro de 1986) é uma ginete britânica.

## Carreira
Canter cresceu na fazenda da família em Hallington, Lincolnshire. Ela frequentou a Kidgate Junior School em Louth, and was also a competitive swimmer in the mid-1990s, with her sister Megan. e também foi uma nadadora competitiva em meados da década de 1990, com sua irmã Megan. Ela também competiu em corrida cross country, quando estava na escola primária em Louth, ao lado de sua irmã Harriet. E com Harriet, e sua outra irmã Megan, ela jogou hóquei para Louth Ladies e Louth Juniors. Megan e Harriet também competiram em eventos equestres, na década de 1990. Ela é formada em ciências do esporte pela Sheffield Hallam University.
Canter ganhou duas medalhas de ouro nos Jogos Equestres Mundiais da FEI de 2018 em Tryon, montando Allstar B. Ela é a quinta amazona britânica a se tornar campeã mundial em CCE , depois de Mary Gordon-Watson (1970), Lucinda Green (1982), Virginia Leng (1986) e Zara Phillips (2006). Em 2022, ela competiu com Lordships Graffalo no Campeonato Mundial de Concurso Completo de Equitação em Pratoni del Vivaro como membro da Equipe Britânica, onde terminou em 4º lugar individualmente e como equipe.
Nos Jogos Olímpicos de Verão de 2024, em Paris, França, conquistou a medalha de ouro na prova CCE por equipes.